# Natalis (Toreut)
Natalis war ein antiker römischer Toreut (Metallarbeiter), der während der römischen Kaiserzeit an einem nicht mehr genauer bestimmbaren Ort tätig war.
Natalis ist heute nur noch aufgrund einer Signatur auf einem Schwert aus Eisen bekannt. Dieses wurde in Guben, Brandenburg, Deutschland gefunden. Die Signatur lautet: lateinisch NATALIS M(ANV), zu Deutsch in etwa durch Natalis’ Hand (sc. geschaffen).

## Einzelbelege
1. ↑  CIL 13, 10036,84.

| Personendaten    | Personendaten                              |
| ---------------- | ------------------------------------------ |
| NAME             | Natalis                                    |
| KURZBESCHREIBUNG | antiker römischer Toreut                   |
| GEBURTSDATUM     | zwischen 1. Jahrhundert und 3. Jahrhundert |
| STERBEDATUM      | zwischen 1. Jahrhundert und 4. Jahrhundert |